# Badmintonclub Zwijndrecht
Badmintonclub Zwijndrecht, kortweg BC Zwijndrecht, is een Belgische badmintonclub uit Zwijndrecht.

## Beschrijving
De ploeg speelt in de kleuren blauw en wit, de vorige kleuren waren geel en groen. De bijnaam van de club is 't Fortje.

## Historiek
Deze ploeg is in het jaar 2010 Vlaams kampioen heren geworden en een van hun trainers is verschillende keren Belgisch kampioen geweest.

## Erelijst
- Landskampioen: 2014 en 2015